# Mycterus scaber
Mycterus scaber es una especie de coleóptero de la familia Mycteridae.

## Distribución geográfica
Habita en Canadá y Estados Unidos.